# Jacques Zimako
Jacques Zimako (Lifou, 28 de dezembro de 1951 – 8 de dezembro de 2021) foi um futebolista francês que atuou como atacante.

## Carreira
Nascido na Nova Caledônia, Zimako jogou inicialmente no FCN Gaïtcha, um dos principais clubes do território, entre 1971 e 1972. O resto de sua carreira foi em clubes franceses - estreou profissionalmente já aos vinte anos de idade, pelo Bastia, disputando 134 jogos e fazendo 42 gols em cinco temporadas pela agremiação da Córsega.
Seu auge foi no Saint-Étienne, pelo qual foi campeão francês, num time que ainda contava com Michel Platini. Até 1981, foram 120 jogos e trinta gols. Defenderia também o Sochaux por duas temporadas antes de voltar ao Bastia em 1983, encerrando a carreira em 1985. Logo depois que pendurou as chuteiras, voltou à Nova Caledônia para acompanhar o desenvolvimento do futebol no território.

## Seleção Francesa
Credenciado por sua boa fase no Saint-Étienne, Zimako passou a ser convocado para defender a França, sendo o primeiro neocaledônio a jogar pelos Bleus (os outros 2 jogadores neocaledônios que representaram a seleção foram Christian Karembeu e Frédéric Piquionne, que também defenderia a Seleção Martinicana), porém não conseguiu disputar a Eurocopa de 1980, uma vez que os franceses perderam a vaga por apenas um ponto para a Tchecoslováquia.
Esteve ainda em partidas das eliminatórias da Copa de 1982, mas não foi convocado para o torneio. No total, Zimako entrou em campo treze vezes pela França e balançou as redes duas vezes.

## Morte
Zimako morreu em 8 de dezembro de 2021, aos 69 anos de idade.

## Títulos
- Campeão francês

1980-81 (pelo Saint-Étienne)